# 울프 물리학상
다음은 울프상 물리학 분야 수상자 목록이다.

## 역대 수상자 목록
| 연도      | 이름                      | 국적               | 업적 |
| 1978      | 우젠슝                    | 미국/대만          | 약한 상호작용을 탐구하여 자연력의 정확한 형태와 동등성의 비보존을 확립하는데 기여한 공로                                                                                    |
| 1979      | 조지 울렌벡               | 네덜란드/미국      | 사무엘 구즈미트와 공동으로 전자스핀을 발견한 공로 |
| 1979      | 주세페 오키알리니         | 이탈리아           | 전자쌍 생성과 하전 파이온 발견에 기여한 공로 |
| 1980      | 마이클 피셔               | 영국               | 물질의 서로 다른 열역학적 단계 사이의 전이에서 중요한 행동에 대한 일반 이론으로 정점을 이루는 획기적인 발전에 기여한 공로                                                   |
| 1980      | 리오 카다노프             | 미국               | 물질의 서로 다른 열역학적 단계 사이의 전이에서 중요한 행동에 대한 일반 이론으로 정점을 이루는 획기적인 발전에 기여한 공로                                                   |
| 1980      | 케네스 G. 윌슨            | 미국               | 물질의 서로 다른 열역학적 단계 사이의 전이에서 중요한 행동에 대한 일반 이론으로 정점을 이루는 획기적인 발전에 기여한 공로                                                   |
| 1981      | 프리먼 다이슨             | 영국/미국          | 이론물리학, 특히 장의 양자 이론의 개발과 적용에 있어 뛰어난 공헌을 한 공로                                                                                                  |
| 1981      | 헤라르뒤스 엇호프트       | 네덜란드           | 이론물리학, 특히 장의 양자 이론의 개발과 적용에 있어 뛰어난 공헌을 한 공로                                                                                                  |
| 1981      | 빅토어 바이스코프         | 오스트리아/미국    | 이론물리학, 특히 장의 양자 이론의 개발과 적용에 있어 뛰어난 공헌을 한 공로                                                                                                  |
| 1982      | 리언 레더먼               | 미국               | 3세대 쿼크와 렙톤을 구성하는 예상치 못한 새로운 입자를 실험적으로 발견한 공로                                                                                               |
| 1982      | 마틴 루이스 펄            | 미국               | 3세대 쿼크와 렙톤을 구성하는 예상치 못한 새로운 입자를 실험적으로 발견한 공로                                                                                               |
| 1983/1984 | 어윈 한                   | 미국               | 핵 스핀에코의 발견과 자기 유발 투명성 현상에 대해 연구한 공로 |
| 1983/1984 | 피터 허쉬                 | 영국               | 결정질 물질의 구조를 연구하기 위한 보편적인 도구로서 투과전자현미경의 활용을 개발한 공로                                                                                    |
| 1983/1984 | 테오도르 마이만           | 미국               | 최초의 작동 레이저인 펄스형 3레벨 루비 레이저를 실현한 공로 |
| 1985      | 코니어스 헤링             | 미국               | 고체의 기본 이론, 특히 금속 내 전자의 거동에 대한 주요 이론에 크게 기여한 공로                                                                                              |
| 1985      | 필립 노지에르             | 프랑스             | 고체의 기본 이론, 특히 금속 내 전자의 거동에 대한 주요 이론에 크게 기여한 공로                                                                                              |
| 1986      | 미첼 파이겐바움           | 미국               | 비선형 시스템의 보편적 특성을 입증하는 선구적인 이론 연구로 인해 혼돈에 대한 체계적인 연구를 가능하게 한 공로                                                               |
| 1986      | 앨버트 J. 리브샤버        | 프랑스/미국        | 동적 시스템에서 난류와 혼돈의 전환을 훌륭하게 실험적으로 증명한 공로 |
| 1987      | 허버트 프리드먼           | 미국               | 태양광 X선 분야의 선구적인 연구를 한 공로 |
| 1987      | 브루노 로시               | 이탈리아/미국      | 태양 외 X선 광원을 발견하고 물리적 과정을 규명한 공로 |
| 1987      | 리카르도 자코니           | 이탈리아/미국      | 태양 외 X선 광원을 발견하고 물리적 과정을 규명한 공로 |
| 1988      | 로저 펜로즈               | 영국               | 일반상대성 이론을 눈부시게 발전시켜 우주 특이점의 필요성을 보여주고 블랙홀의 물리학을 밝혀낸 공로                                                                           |
| 1988      | 스티븐 호킹               | 영국               | 일반상대성 이론을 눈부시게 발전시켜 우주 특이점의 필요성을 보여주고 블랙홀의 물리학을 밝혀낸 공로                                                                           |
| 1989      | 수상자 없음               | 수상자 없음        | 수상자 없음 |
| 1990      | 피에르질 드 젠            | 프랑스             | 복잡한 응집 물질 시스템의 조직을 이해하는 데 다양한 선구적인 공헌. 특히 드 젠은 고분자 물질과 액정에 대한 연구를, 사울레스는 무질서하고 저차원 시스템에 대한 연구를 한 공로 |
| 1990      | 데이비드 사울레스         | 영국/미국          | 복잡한 응집 물질 시스템의 조직을 이해하는 데 다양한 선구적인 공헌. 특히 드 젠은 고분자 물질과 액정에 대한 연구를, 사울레스는 무질서하고 저차원 시스템에 대한 연구를 한 공로 |
| 1991      | 모리스 골드하버           | 미국               | 특히 렙톤과 관련된 약한 상호작용에 관한 핵 및 입자 물리학에 대한 개별적인 중요한 기여에 대해 설명한 공로                                                                    |
| 1991      | 발렌타인 텔레그디         | 헝가리/스위스/미국 | 특히 렙톤과 관련된 약한 상호작용에 관한 핵 및 입자 물리학에 대한 개별적인 중요한 기여에 대해 설명한 공로                                                                    |
| 1992      | 조지프 후턴 테일러 주니어 | 미국               | 궤도를 돌고 있는 전파 펄서를 발견하고 고정밀도에 대한 일반 상대성 이론을 검증하기 위해 이를 활용한 공로                                                                     |
| 1993      | 브누아 망델브로           | 프랑스/미국        | 프랙탈의 광범위한 발생을 인식하고 이를 설명하기 위한 수학적 도구를 개발함으로써 자연에 대한 우리의 관점을 바꾼 공로                                                         |
| 1994/1995 | 비탈리 긴즈부르크         | 러시아             | 초전도 이론과 천체물리학의 고에너지 과정 이론에 기여한 공로 |
| 1994/1995 | 난부 요이치로             | 일본/미국          | 초전도 이론과 유사하게 자발적인 대칭 파괴의 역할을 인식하고 강한 상호 작용의 색 대칭을 발견하는 등 소립자 이론에 기여                                                       |
| 1995/1996 | 수상자 없음               | 수상자 없음        | 수상자 없음 |
| 1996/1997 | 존 아치볼드 휠러          | 미국               | 블랙홀 물리학, 양자 중력, 핵 산란 및 핵분열 이론에 대한 중요한 기여를 한 공로                                                                                               |
| 1998      | 야키르 아하로노프         | 이스라엘           | 양자 위상 및 기하학적 위상 발견. 특히 아로노프-봄 효과, 베리 단계 (기하학적 위상) 및 다양한 물리학 분야로의 통합에 공헌                                                     |
| 1998      | 마이클 베리               | 영국               | 양자 위상 및 기하학적 위상 발견. 특히 아로노프-봄 효과, 베리 단계 (기하학적 위상) 및 다양한 물리학 분야로의 통합에 공헌                                                     |
| 1999      | 단 셰흐트만               | 이스라엘           | 준결정, 장거리 질서를 갖는 비주기적 고체의 실험적 발견으로 물질의 새로운 기본 상태에 대한 탐구에 영감을 준 공로                                                             |
| 2000      | 레이먼드 데이비스         | 미국               | 중성미자 검출을 통해 천문 현상을 선구적으로 관찰하여 중성미자 천문학이라는 새로운 분야를 탄생시킨 공로                                                                      |
| 2000      | 고시바 마사토시           | 일본               | 중성미자 검출을 통해 천문 현상을 선구적으로 관찰하여 중성미자 천문학이라는 새로운 분야를 탄생시킨 공로                                                                      |
| 2001      | 수상자 없음               | 수상자 없음        | 수상자 없음 |
| 2002/2003 | 버트랜드 핼퍼린           | 미국               | 광범위한 물질 주제에 대한 주요 이해에 공헌: 가벼운 헬륨 동위원소의 초유체 성과 거시적 복잡성에 대한 레게트, 2차원 추출과 무질서한 시스템 및 결합하는 전자에 대한 할페린.    |
| 2002/2003 | 앤서니 레깃               | 영국/미국          | 광범위한 물질 주제에 대한 주요 이해에 공헌: 가벼운 헬륨 동위원소의 초유체 성과 거시적 복잡성에 대한 레게트, 2차원 추출과 무질서한 시스템 및 결합하는 전자에 대한 할페린.    |
| 2004      | 로버트 브라우트           | 벨기에             | 아원자 입자의 세계에서 국부 게이지 대칭이 비대칭적으로 실현될 때마다 질량 생성에 대한 통찰력을 이끌어낸 선구적인 연구를 한 공로                                             |
| 2004      | 프랑수아 앙글레르         | 벨기에             | 아원자 입자의 세계에서 국부 게이지 대칭이 비대칭적으로 실현될 때마다 질량 생성에 대한 통찰력을 이끌어낸 선구적인 연구를 한 공로                                             |
| 2004      | 피터 힉스                 | 영국               | 아원자 입자의 세계에서 국부 게이지 대칭이 비대칭적으로 실현될 때마다 질량 생성에 대한 통찰력을 이끌어낸 선구적인 연구를 한 공로                                             |
| 2005      | 다니엘 클레프너           | 미국               | 수소 메이저, 리드베리 원자 및 보스-아인슈타인 응축에 대한 연구를 포함하여 수소 시스템의 원자 물리학 분야에서 획기적인 연구를 수행한 공로                                    |
| 2006/2007 | 알베르 페르               | 프랑스             | 거대자기저항현상 (GMR)을 독립적으로 발견함으로써 전자의 스핀을 활용하여 정보를 저장하고 전송하는 스핀트로닉스 (spintronics)라는 새로운 연구 및 응용 분야를 시작한 공로      |
| 2006/2007 | 페터 그륀베르크           | 독일               | 거대자기저항현상 (GMR)을 독립적으로 발견함으로써 전자의 스핀을 활용하여 정보를 저장하고 전송하는 스핀트로닉스 (spintronics)라는 새로운 연구 및 응용 분야를 시작한 공로      |
| 2008      | 수상자 없음               | 수상자 없음        | 수상자 없음 |
| 2009      | 수상자 없음               | 수상자 없음        | 수상자 없음 |
| 2010      | 존 클라우저               | 미국               | 양자 물리학의 기초에 대한 근본적인 개념적, 실험적 기여, 특히 얽힌 양자 상태를 사용하여 벨의 부등식 또는 확장에 대한 점점 더 정교해지는 일련의 테스트에 대해 설명한 공로     |
| 2010      | 알랭 아스페               | 프랑스             | 양자 물리학의 기초에 대한 근본적인 개념적, 실험적 기여, 특히 얽힌 양자 상태를 사용하여 벨의 부등식 또는 확장에 대한 점점 더 정교해지는 일련의 테스트에 대해 설명한 공로     |
| 2010      | 안톤 차일링거             | 오스트리아         | 양자 물리학의 기초에 대한 근본적인 개념적, 실험적 기여, 특히 얽힌 양자 상태를 사용하여 벨의 부등식 또는 확장에 대한 점점 더 정교해지는 일련의 테스트에 대해 설명한 공로     |
| 2011      | 막시밀리안 하이더         | 오스트리아         | 수차 보정 전자 현미경을 개발하여 피코미터 정밀도로 개별 원자를 관찰할 수 있게 하여 재료 과학에 혁명을 일으킨 공로                                                           |
| 2011      | 해럴드 로즈               | 독일               | 수차 보정 전자 현미경을 개발하여 피코미터 정밀도로 개별 원자를 관찰할 수 있게 하여 재료 과학에 혁명을 일으킨 공로                                                           |
| 2011      | 크누트 우르반             | 독일               | 수차 보정 전자 현미경을 개발하여 피코미터 정밀도로 개별 원자를 관찰할 수 있게 하여 재료 과학에 혁명을 일으킨 공로                                                           |
| 2012      | 야코브 베켄슈타인         | 이스라엘           | 블랙홀을 연구한 공로 |
| 2013      | 피터 졸러                 | 오스트리아         | 양자 정보 처리, 양자 광학 및 양자 가스 물리학에 대한 획기적인 이론적 기여를 한 공로                                                                                         |
| 2013      | 이그나시오 시락           | 스페인             | 양자 정보 처리, 양자 광학 및 양자 가스 물리학에 대한 획기적인 이론적 기여를 한 공로                                                                                         |
| 2014      | 수상자 없음               | 수상자 없음        | 수상자 없음 |
| 2015      | 제임스 비요르켄           | 미국               | 깊은 비탄성 산란의 스케일링을 예측하여 핵자의 점 모양 구성 요소를 식별하고, 강력한 힘의 본질을 밝히는 데 결정적인 공헌을 한 공로                                            |
| 2015      | 로버트 커쉬너             | 미국               | 우주 팽창의 가속을 발견할 수 있도록 그룹, 환경 및 방향을 창조한 공로 |
| 2016      | 요세프 아마리             | 이스라엘           | 메조스코픽 물리학에 대한 연구를 한 공로 (거시적 (육안으로 볼 수 있는) 물체보다 작지만 원자보다 큰 물체를 연구하는 물리학의 한 분야)                                         |
| 2017      | 미셸 마요르               | 스위스             | 태양과 유사한 별 주위를 공전하는 외계 행성을 발견한 공로 |
| 2017      | 디디에 쿠엘로             | 스위스             | 태양과 유사한 별 주위를 공전하는 외계 행성을 발견한 공로 |
| 2018      | 찰스 H. 베넷              | 미국               | 빠르게 확장되고 있는 양자 정보 과학 분야에서의 공동 작업을 한 공로 |
| 2018      | 질 브라사드               | 캐나다             | 빠르게 확장되고 있는 양자 정보 과학 분야에서의 공동 작업을 한 공로 |
| 2019      | 수상자 없음               | 수상자 없음        | 수상자 없음 |
| 2020      | 라피 비스트리처           | 이스라엘           | 꼬인 이중층 그래핀에 대한 선구적인 이론 및 실험적 연구를 한 공로 |
| 2020      | 파블로 자릴로-헤레로      | 스페인             | 꼬인 이중층 그래핀에 대한 선구적인 이론 및 실험적 연구를 한 공로 |
| 2020      | 앨런 H. 맥도날드          | 캐나다             | 꼬인 이중층 그래핀에 대한 선구적인 이론 및 실험적 연구를 한 공로 |
| 2021      | 조르조 파리시             | 이탈리아           | 무질서한 시스템, 입자물리학, 통계물리학 분야의 획기적인 발견 |
| 2022      | 안 륄리에                 | 프랑스/스웨덴      | 초고속 레이저 과학 및 아토초 물리학에 대한 선구적인 공헌 |
| 2022      | 폴 코컴                   | 캐나다             | 초고속 레이저 과학 및 아토초 물리학에 대한 선구적인 공헌 |
| 2022      | 크러우스 페렌츠           | 헝가리/오스트리아  | 초고속 레이저 과학 및 아토초 물리학에 대한 선구적인 공헌 |
| 2023      | 수상자 없음               | 수상자 없음        | 수상자 없음 |